# Eric Holder
Eric Himpton Holder, Jr. (New York, 21 januari 1951) is een Amerikaanse politicus voor de Democratische Partij.
Op 1 december 2008 maakte Barack Obama bekend dat hij Holder koos als zijn kandidaat voor de post van Minister van Justitie in zijn nog te vormen kabinet. Op 2 februari 2009 stemde de Amerikaanse Senaat over Holders benoeming en keurde deze goed. Holder trad een dag later aan en was de eerste Afro-Amerikaan die Minister van Justitie werd. Hij bekleedde de functie tot 2015. Eerder was Holder rechter van het Superior Court of the District of Columbia van Washington D.C., Waarnemend Minister van Justitie en Onderminister van Justitie onder president Bill Clinton.
Op 25 september 2014 kondigde Holder aan zijn functie als Minister van Justitie vanwege persoonlijke redenen neer te leggen. Hij zou echter nog aanblijven tot 27 april 2015, omdat de Amerikaanse Senaat lange tijd wachtte met het benoemen van zijn beoogde opvolger Loretta Lynch. De kandidatuur van Lynch werd uiteindelijk goedgekeurd op 23 april 2015.